# Sønder Jernløse
Sønder Jernløse er en landsby på Nordvestsjælland med 273 indbyggere  (2024). Sønder Jernløse er beliggende i Sønder Jernløse Sogn fire kilometer syd for Regstrup og 11 kilometer syd for Holbæk. Landsbyen tilhører Holbæk Kommune og er beliggende i Region Sjælland . Sønder Jernløse var tidligere del af Jernløse Kommune
Sønder Jernløse Kirke ligger i landsbyen.